# Evropska pešpot E-7
Evropska pešpot E-7 je mednarodna pešpot, ki poteka  prek različnih evropskih dežel od Atlantika – Sredozemskega morja – Gardskega jezera do južne Madžarske ali podrobneje: od Escorial (E) – Tivisa – Jadraque – La Puebla de Valderde – Argebtera – Andorra la Vella – Lodéve – Remouline – Trascon – Manosque – Menton – Ventimiglia – Altare – Travo – Robič – Kobarid – Hodoš – Bajánsenye – Szeged – Nagylak (H).
Mednarodno popotniško dejavnost v Sloveniji koordinira Komisija za evropske pešpoti pri Planinski zvezi Slovenije, pokrovitelj te poti pa je Zavod za gozdove Republike Slovenije.

## Zgodovina
E7 je bila preko Slovenije odprta leta 1986 v Predgozdu, na križišču obeh evropski pešpoti na Slovenskem. V Jugoslaviji se je končala na Sotli, leta 1995 pa je bila spremenjena in podaljšana do Mure in na Goričko. Otvoritev tega spremenjenega dela je bila 14. oktobra 1995 v Olimju. Ključna osebnost evropohodništva na Slovenskem je bil sicer slavist Zoran Naprudnik, prijatelj Milana Ciglarja in tisti, ki je njegovo delo nadaljeval (tudi zadnji spremenjeni del E6). E7 je večji del Naprudnikovo delo. S sodelavci je vodil trasiranje, sodeloval s pohodniki, urejal arhiv. 20 let je bil tudi član Evropskega popotniškega združenja (EWV), katerega člani so pohodniške in planinske organizacije (50 članov) iz 26 držav s 5 milijoni članov. Je eden tistih pohodnikov, ki je pot E6 prehodil od Baltika do Jadrana.
E7 se v Sloveniji imenuje tudi Naprudnikova pot od Soče do Mure. Dolga je približno 650 km ali kakšnih 30 dni hoje.

## Potek pešpoti v Sloveniji
E7 v našo državo prihaja iz Italije preko opuščenega Mednarodnega mejnega prehoda Robič na pri naselju Robič in se nadaljuje preko Kobarida, Tolmina in Planine Razor nad Tolminom, čez Porezen na Blegoš, proti Škofji Loki, Ulovki, Vrhniki, do hriba Mačkovec (911 mnm) nad vasjo Selo pri Robu, kjer se križa s pešpotjo E-6 in nadaljuje proti Krki, Žužemberku, Dolenjskim Toplicam do Gospodične (822 mnm) na Gorjancih in nato dalje mimo samostana Pleterje do Kostanjevice na Krki in Bistrice na Sotli, skozi Podčetrtek, Rogaško Slatini na Donačko goro, preko Podlehnika, Formina v Ormož, Banovce, Moravske Toplice v Gornje Petrovce in Hodoš kjer se pešpot na našem ozemlju konča in zapusti Slovenijo, ter se nadaljuje po Madžarski.
Na našem delu poti je 42 kontrolnih točk. V popotno knjižico je treba odtisniti žig. Ko je pot opravljena, dobi pohodnik spominsko značko. Pohodna knjižica je na voljo pri Turistični zvezi Slovenije. Zaželeno je, da pohodnik vodi dnevnih vtisov, fotografira in zbira razne podatke, saj to predstavlja trajen spomin na prehojeno pot.
Da bi si hojo lažje organizirali je E7 razdeljena na več smiselnih etap in sicer:
| Pešpot                                                       | čas hoje                                 | dolžina                                       | vzpon  | zemljevid                                            |
| ------------------------------------------------------------ | ---------------------------------------- | --------------------------------------------- | ------ | ---------------------------------------------------- |
| 1. Po Tolminskem in visoko nad Baško grapo                   | 3 dni ali 24 ur                          | 82 km                                         | 3170 m | Karta Posočja in Škofjeloško in Cerkljansko hribovje |
| 2. Čez Škofjeloško hribovje                                  | 2 dni ali 15 do 16 ur                    | 47 km                                         | 2570 m | Karta Škofjeloško in Cerkljansko hribovje            |
| 3. Čez Polhograjsko hribovje                                 | 2 dni ali 15 do 16 ur                    | 52 km                                         | 2100 m | Karta Ljubljana in okolica                           |
| 4. Po robu Notranjske in Suhe krajine do Krke                | 3 dni ali 20 ur                          | 67 km (čez Pokojišče) ali 70 km (skozi Pekel) | 2060 m | Karta Notranjski Kras in občina Dobrepolje           |
| 5. Po dolini Krke in čez Gorjance                            | 3 dni ali 25 do 28 ur ali 30 ur varianta | 90 km 110 km                                  | 1900 m | Karta Dolenjska                                      |
| 6. Od Krke čez posavske ravnine do Sotle                     | 2 dni ali 12 ur                          | 43 km                                         | 780 m  | Karta Posavje, Celjska kotlina                       |
| 7. Skozi kozjansko vinorodje in Obsotelje                    | 2 dni ali 14 ur                          | 51 km                                         | 1200 m | Karta Celjska kotlina, Rogaška Slatina, Rogatec      |
| 8. Čez Haloze                                                | 2 dni ali 16 ur                          | 55 km                                         | 1640 m | Karta Rogaška Slatina, karta Ptuja                   |
| 9. Po ravninah ob Dravi, skozi Ormoške in Ljutomerske gorice | 2 dni ali 12 do 14 ur                    | 52 km                                         | 800 m  | Karta Ptuja, Pomurje                                 |
| 10. Iz Prlekije med Ravenskim in Dolinskim na Goričko        | 2 dni ali 15 do 16 ur                    | 60 km                                         | 430 m  | Karta Pomurje                                        |

## Kontrolne točke
| - 1. Kobarid - hotel Hvala - 2. Tolmin - hotel Krn - 3. Koča na planini Razor - 4. Stržišče - vzidan na spodnji postaji žičnice na Črno prst - 5. Planinski dom Andreja Žvana - Borisa na Poreznu - 6. Koča na Črnem vrhu - 7. Koča na Blegošu - 8. Koča na Starem vrhu - 9. Dom na Lubniku - 10. Turistično društvo Škofja Loka, Mestni trg 7 - 11. Dom na Govejku - 12. Turistična kmetija pri Koširju, Črni vrh - 13. Gostišče Ulovka, Ulovka - 14. Gostišče Močilnik, Močilnik - 15a.Pokojišče - okrepčevalnica - 15b.Dražica - gostilna Most - 16. Sv. Vid - v hiši št. 23 nasproti cerkve - 17. Predgozd - kmetija odprtih vrat - 18. Krka - turistična kmetija Magovac - 19. Žužemberk - turistična kmetija Koren | - 20a.Lašče - gostilna Rojc - 20b.Dobrnič - bar Škrjanc - 21. Dolenjske Toplice - recepcija hotela Vital - 22. Jugorje - gostilna Badovinac - 23. Planinski dom na Gospodični - 24. Pleterje - vratarnica kartuzije Pleterje - 25. Kostanjevica na Krki - gostilna Žolnir - 26. Krško - hotel Semič - 27. Bistrica ob Sotli - gostilna Šempeter (Kunstl) - 28. Podčetrtek - terme Olimia - recepcija hotela Breza - 29. TIC Rogaška Slatina - 30. Rudijev dom pod Donačko goro - 31. Ptujska Gora - župnijski urad - 32. Podlehnik - motel - 33. Grad Borl/Dolane - gostišče Herman Kokol - 34. Ormož - hotel Ormož - 35. Jeruzalem - gostišče Vinski hram - 36. Banovci - Terme Banovci, recepcija hotela - 37. Moravske Toplice - recepcija hotela Termal - 38. Gornji Petrovci - v skrinjici na zidu nekdanjega Turističnega doma Pindža - 39. Hodoš - bar Metuljček |